# Coix aquatica
Nga (tên khoa học Coix aquatica) là một loài thực vật có hoa trong họ Hòa thảo. Loài này được Roxb. mô tả khoa học đầu tiên năm 1832.